# Кристіан Крог
Кристіан Крог (норв. Christian Krohg; *13 серпня 1852 — 16 жовтня 1925, Осло) — художник, викладач і письменник із Норвегії.

## Ранні роки і освіта
Народився в родині забезпеченого юриста Георга Антона Крога (1817—1873). Батько наполіг і син сам почав вивчати юриспруденцію. Але у юнака виявились художні здібності і він водночас займався у школі Юхана Екерсберга (у 1869—1870 рр.) та у Королівскій школі дизайну (у 1870—1871 рр.) Кристіан Крог закінчив юридичний курс і навіть здав іспити. Але помер батько і син отримав можливість присвятити себе не юридичній, а художній кар'єрі.

## На континенті
1874 року разом із приятелем Ейліфом Петерссеном вони відбули у Німеччину, де навчались в Художній школі Карлсруе. Його вчителі у Карлсруе — Ганс Гюде (1825—1903) та Карл Гуссов (1874—1875). Рік потому Крог навчався у Берліні у того ж Карла Гуссова. Серед знайомих цього періоду — німецький художник і графік Макс Клінгер. Самостійний творчий шлях митця почався 1876 року картиною «Прощання».

## Колонія художників у Скагені
За запрошенням норвезького художника Фрітца Таулова 1879 року Кристіан Крог вперше відвідав колонію норвезьких художників у містечку Скаген на північному узбережжі Ютландії (Данія). Місто сподобалось і художник неодноразово буде повертатись туди для праці.

## Перебування у Франції і у Парижі

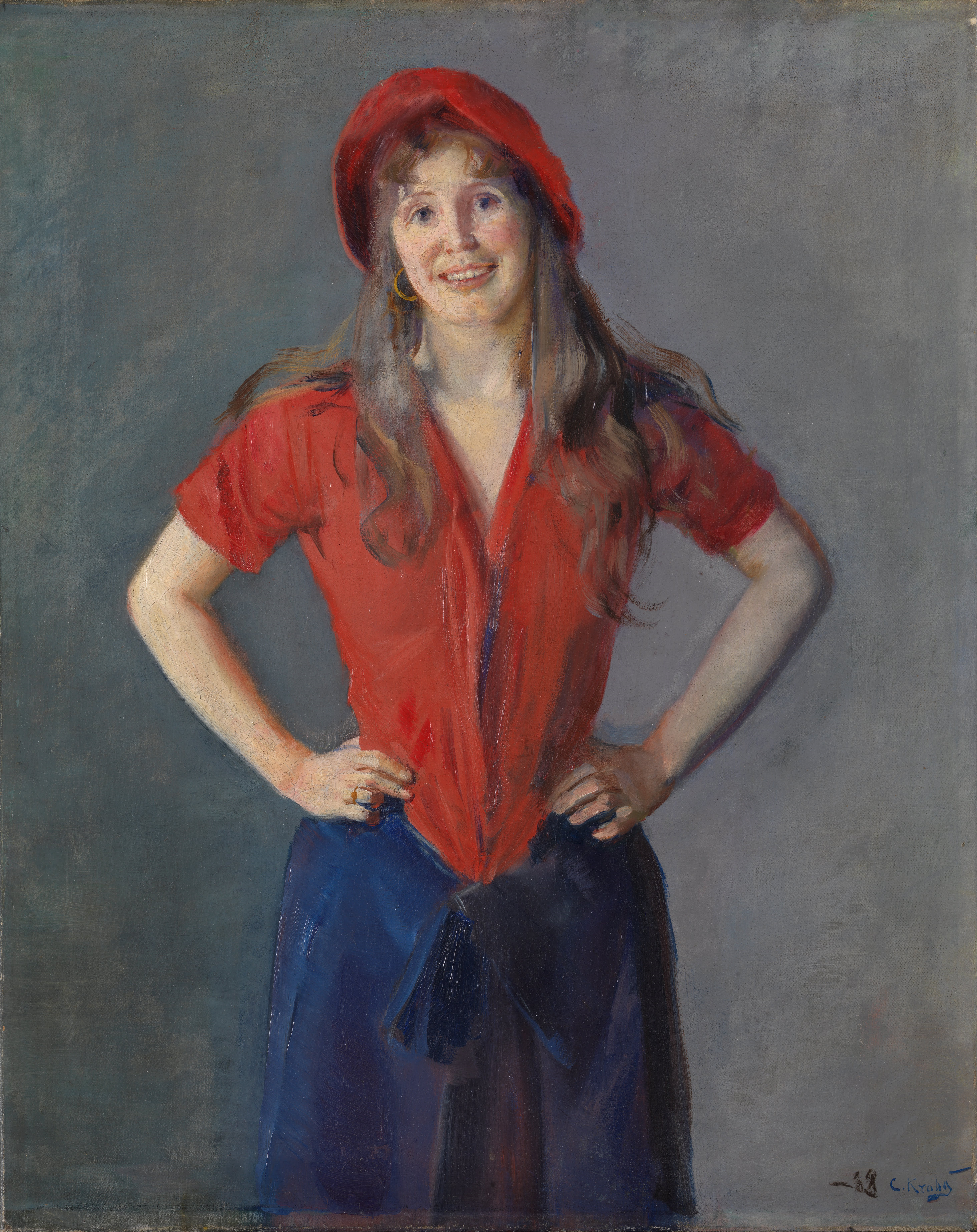
«Художниця Ода Ларссон», 1886 р.

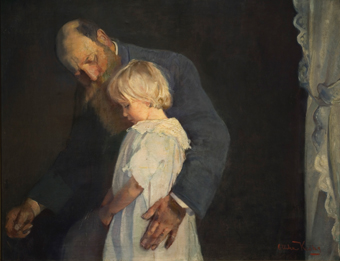
Художниця Ода Крог. «Художник з малою донькою Нана»

Як і більшість тогочасних художників, відвідав Францію. Мав вплив на власну художню манеру творів Едуара Мане та французьких художників імпресіоністів. Він прибув у Францію не стільки як учень, скільки як митець із власним світоглядом. Все життя він дотримувався реалістичної манери з невеликими домішками імпресіонізму. Ескізність останніх творів йшла не стільки від впливів експресіонізму, скільки від погіршення зору і здоров'я художника. У період 1901—1909 років Кристіан Крог (не пориваючи із власною творчістю) був викладачем у художній академії Колароссі.

## Власна родина
У 1880-і роки Кристіан Крог почав зустрічатись з художницею Одою Ларссон (1860—1935). Вона була одружена, але стосунки обох не переривались. Ларссонзавагітніла і народила доньку, котру назвали Нана за іменем героїні французького роману Еміля Золя. Вона змогла офіційно розлучитися лише 1888 року. У жовтні 1888 року Кристіан Крог узяв офіційний шлюб із Одою Ларссон. 1889 року у них народився син пер, котрий теж стане художником.

## Журналіст і письменник
Кристіан Крог займався не тільки художньою творчістю. В роки перебування у Норвегії він працював журналістом у газеті Verdens Gang, де друкував статті про письменників та художників.
У норвезьку літературу, однак, Кристіан Крог увійшов завдяки роману «Albertine» (Альбертіна). Гуманістично налаштований як у власних картинах, він розповів у романі про долю молодої натурниці у великому місті, для котрою не знайшлося пристойної праці і котра під примусом обставин стала підробляти проституцією. Разом із романом Кристіан Крог почав розробляти тематику роману у декількох власних картинах.

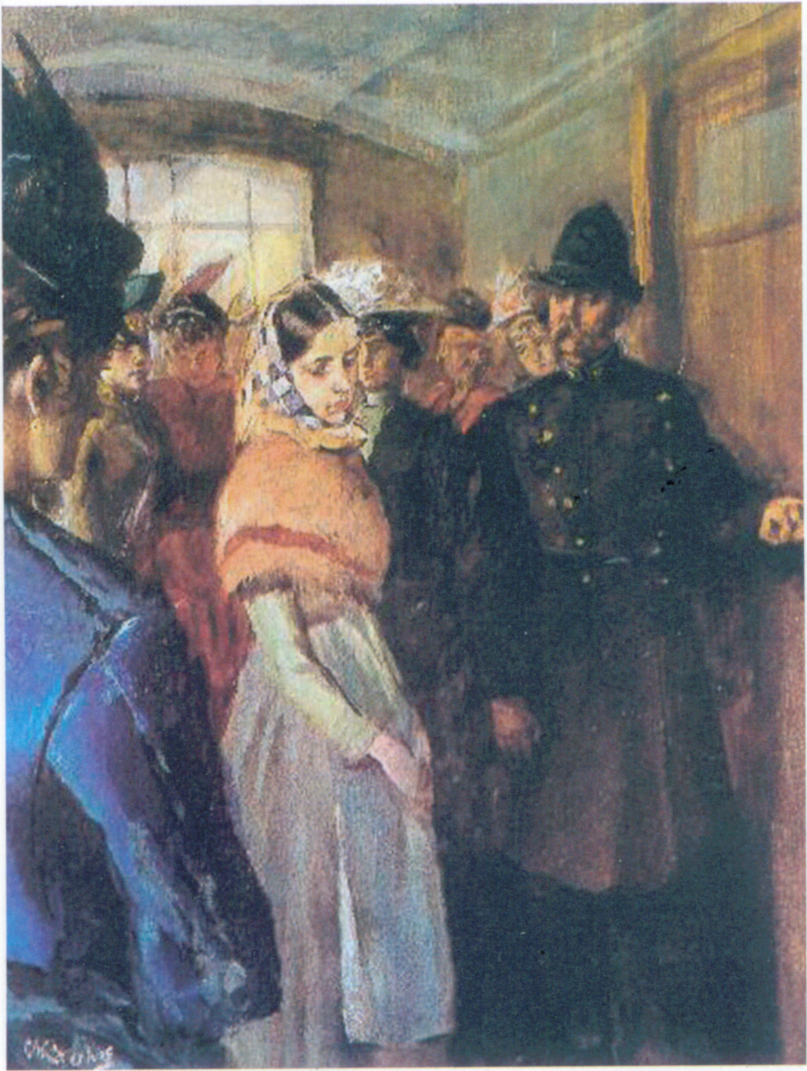
«Альбертіна на огляді у поліцейського лікаря», перший варіант композиції
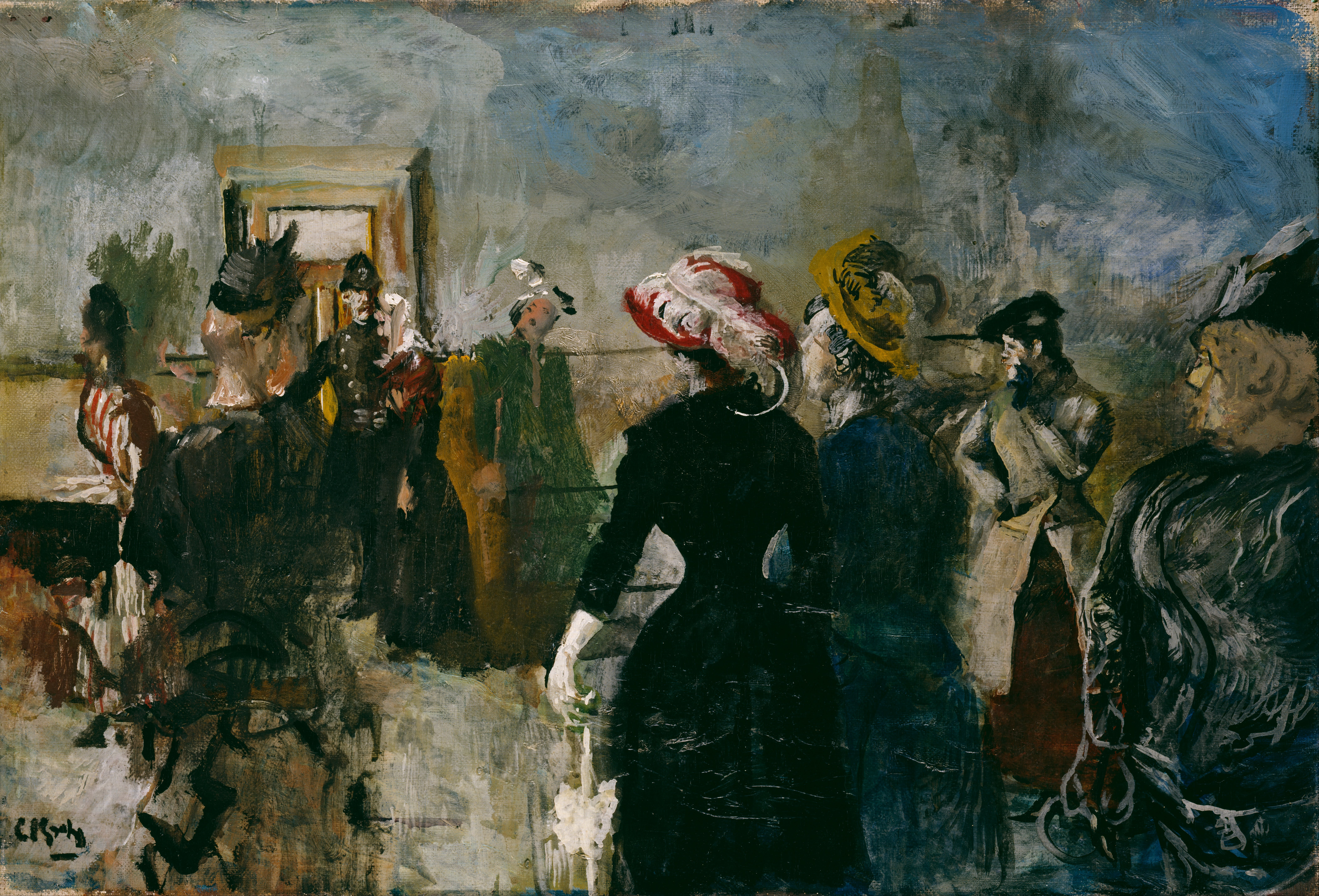
«Альбертіна на огляді у поліцейського лікаря», ескіз композиції
«Альбертіна на огляді у поліцейського лікаря», готова композиція

Тема утисків жінок у неодноразово піднімалась у творах різних письменників (Купрін «Яма», Панас Мирний «Повія»). Тематику доповнили твори норвезьких митців (Ганс Йегер «З життя кристіанійської богеми», Арне Гарборг «Чоловіки»). Романи усіх трьох викликали скандал у консервативному норвезькому суспільстві, їх жваво обговорювали і лаяли. Влада піддала твори остракізму і забороні, а художника Кристіана Крога піддала судовому переслідуванню.
У романа була своя доля і згодом він став програмним твором норвезької літератури.

## Увічнення пам'яті
Твори Кристіана Крога можна бачити у більшості норвезьких художніх музеїв (Національний музей мистецтва, архітектури і дизайну, Норвезький морський музей, Художній музей Бергена тощо).
У місті Осло встановлено монумент на честь Кристіана Крога.

## Вибрані твори
- «Прощання», 1876
- «Хвора дівчинка», 1881

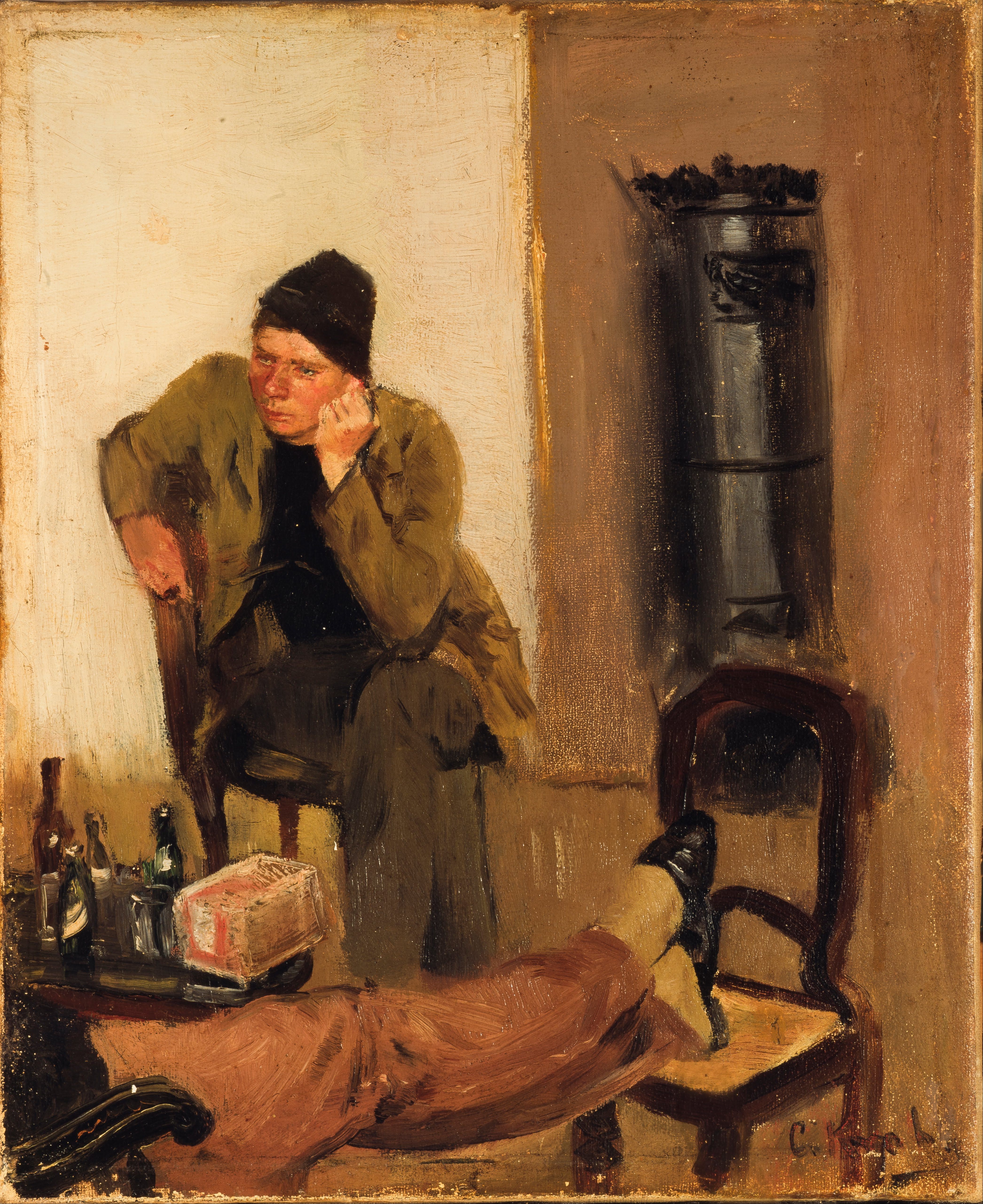
«Шарль Ланд спілкується з Крогом», 1883

- «Карл Нордстрьом біля вікна у сад», 1882
- «Шарль Ланд спілкується з Крогом», 1883
- «Натюрморт з пляшкою вина і сірниками», 1883
- «Молода мати з дитиною», 1883
- «Мадлен» (У розпачі), 1883
- «Утомилася», 1885
- «Альбертіна у приймальні поліцейського лікаря», 1886
- «Портрет Оди Крог», 1886
- «Отто Бенсон» (портрет у профіль), 1888
- «Ода Крог» (портрет у профіль), 1888
- «Портрет прем'єр-міністра Юхана Свердрупа», 1882
- «Боротьба за існування» (Роздача милостині), 1889
- «Купання немовляти», бл. 1889 р.

- «Мати заплітає косу доньці», 1888
- «Донька художника Нана малою», 1891
- «Портрет А. Стріндберга», 1893
- «Лейв Еріксон дістався Американського континенту», 1893
- Автопортрет (перед мольбертом), 1912
- «Автопортрет у власній майстерні», 1917
- «Портрет Дена Брондума» (тондо)

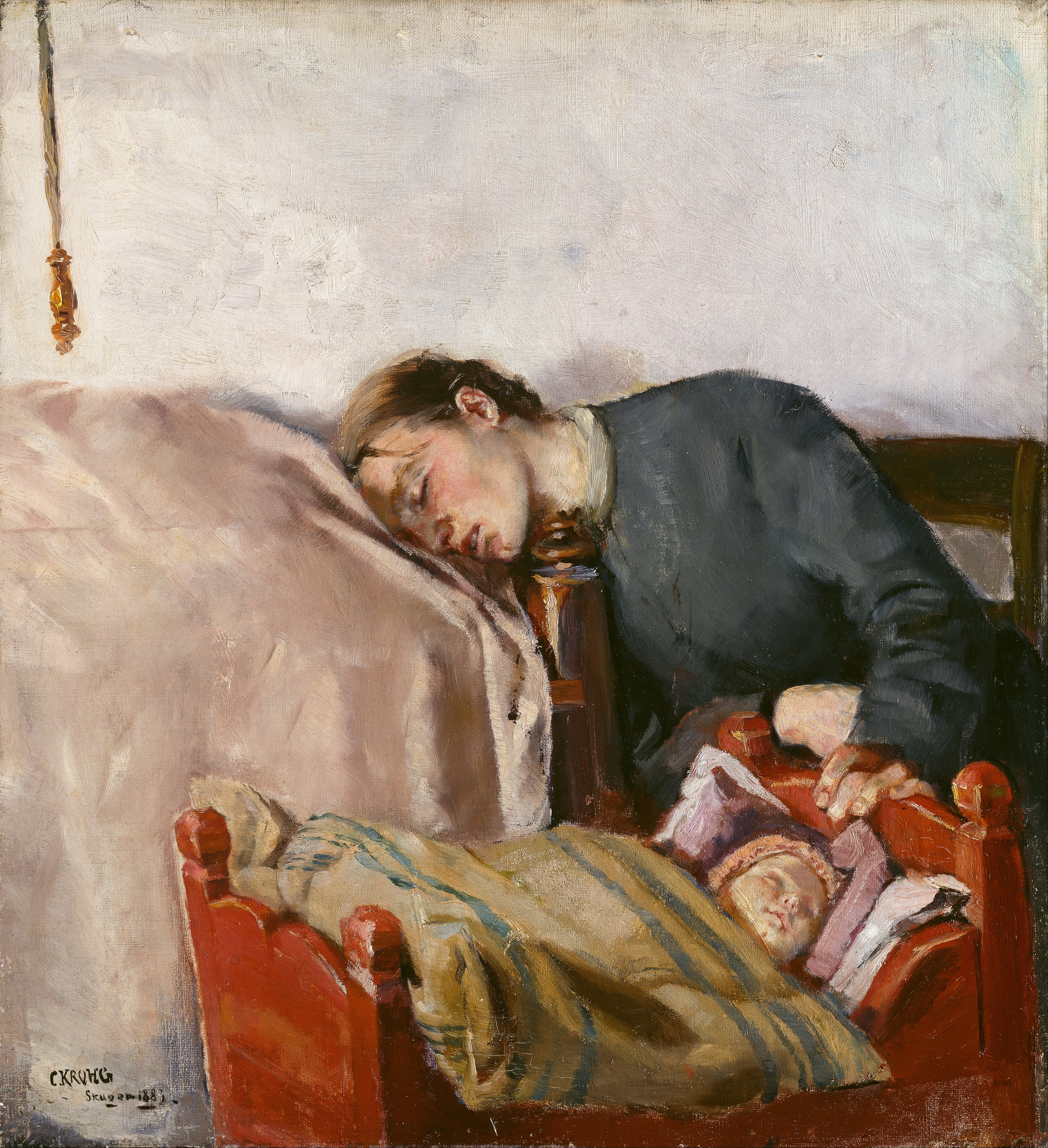
«Молода мати з дитиною», 1883 р.
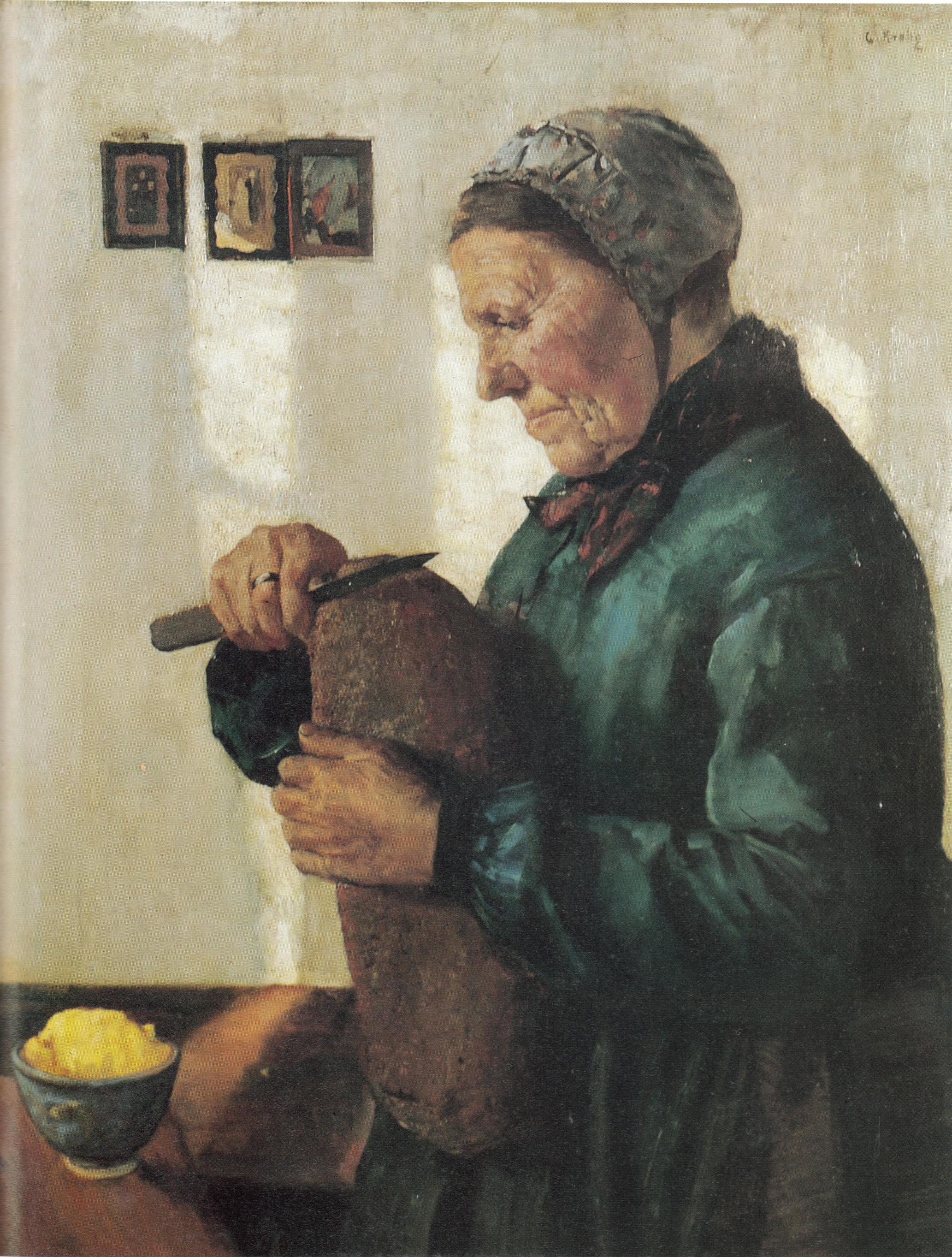
«Хліб наш насущний», 1879 р., Художній музей Бергена
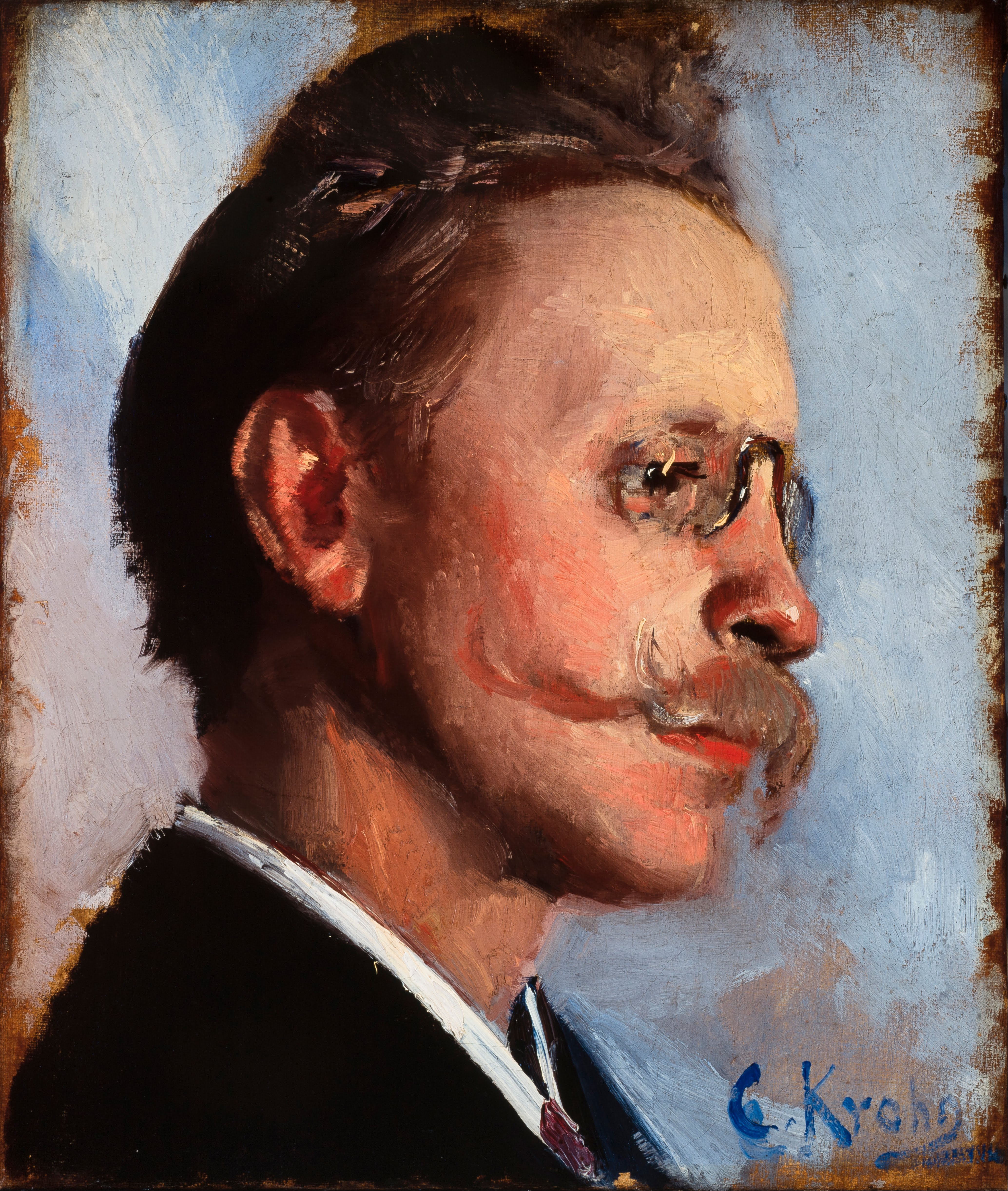
«Отто Бенсон», портрет у профіль, 1888 р.
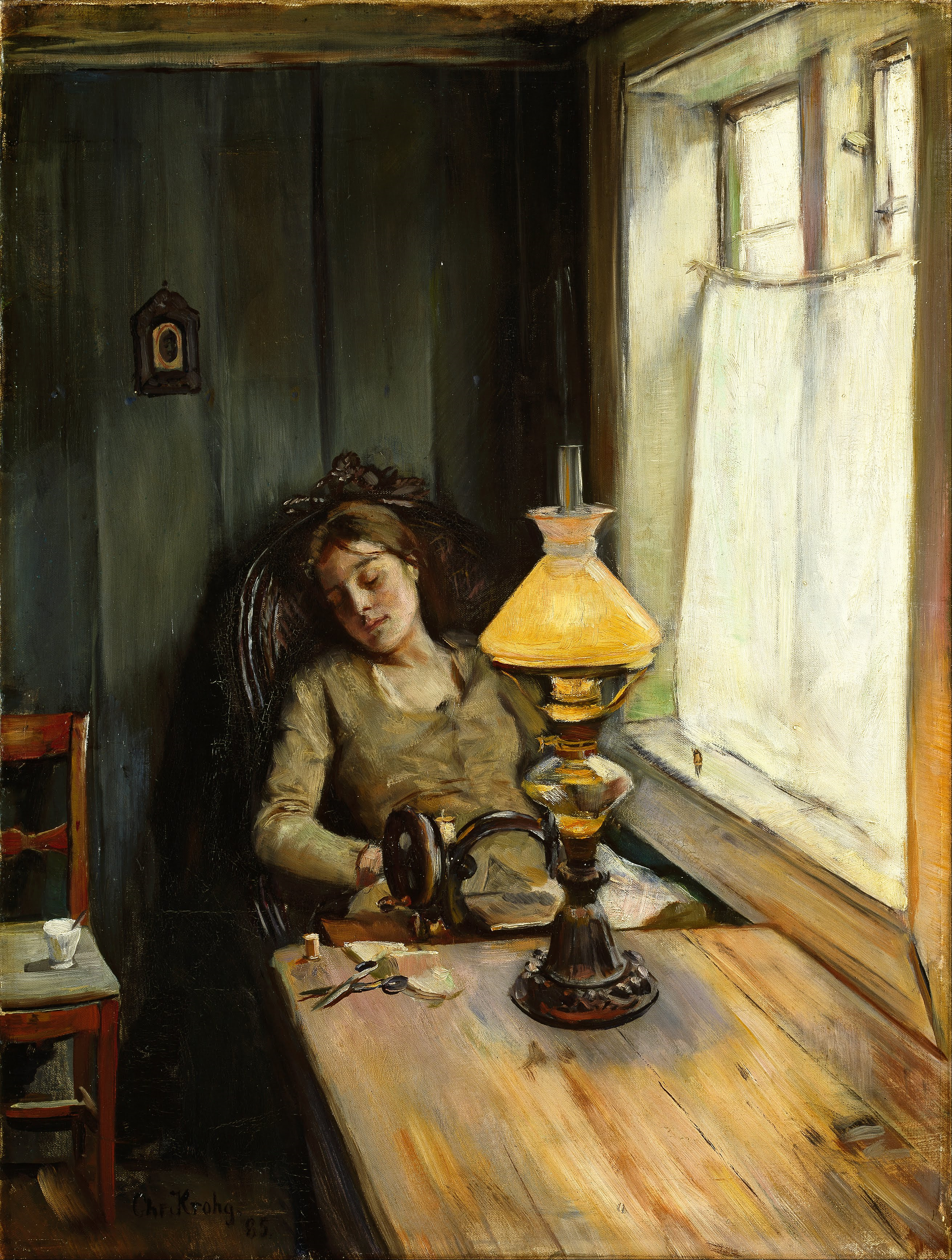
«Утомилася», 1885 р.
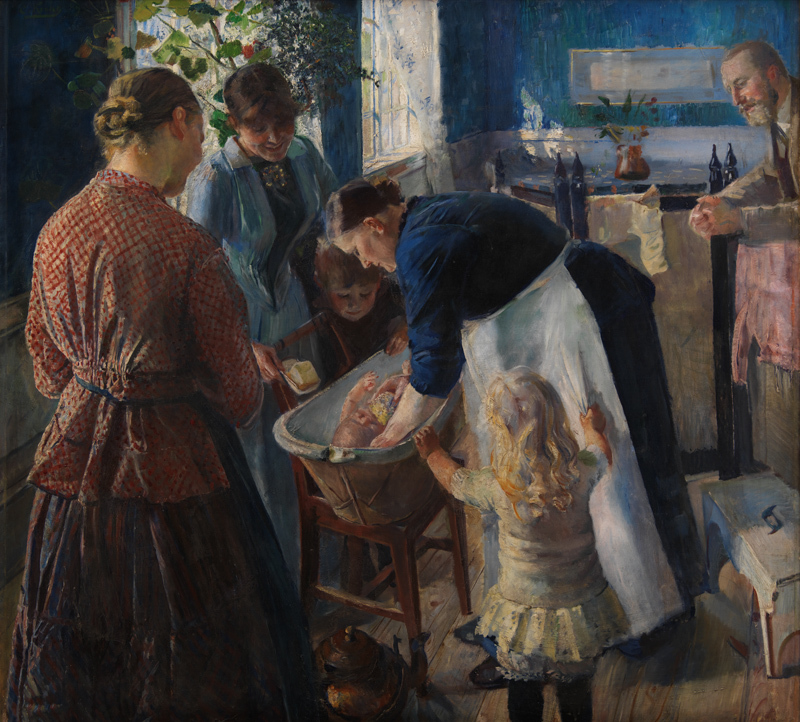
«Купання немовляти», бл. 1889 р.

### Малюнки

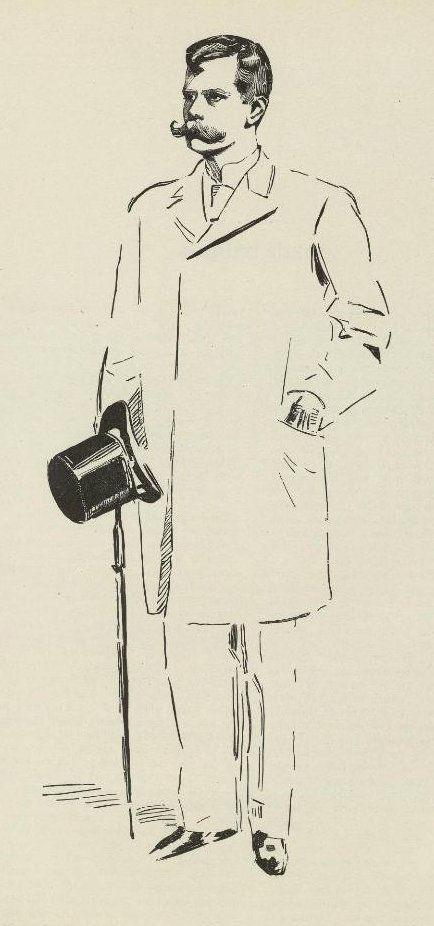
«Сігурд Ібсен», 1895 р.
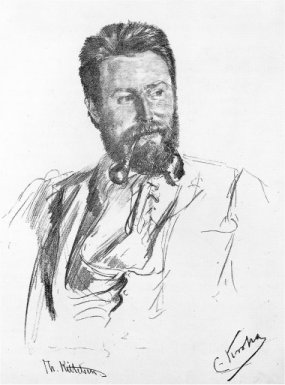
«Теодор Кіттельсен», 1892 р.
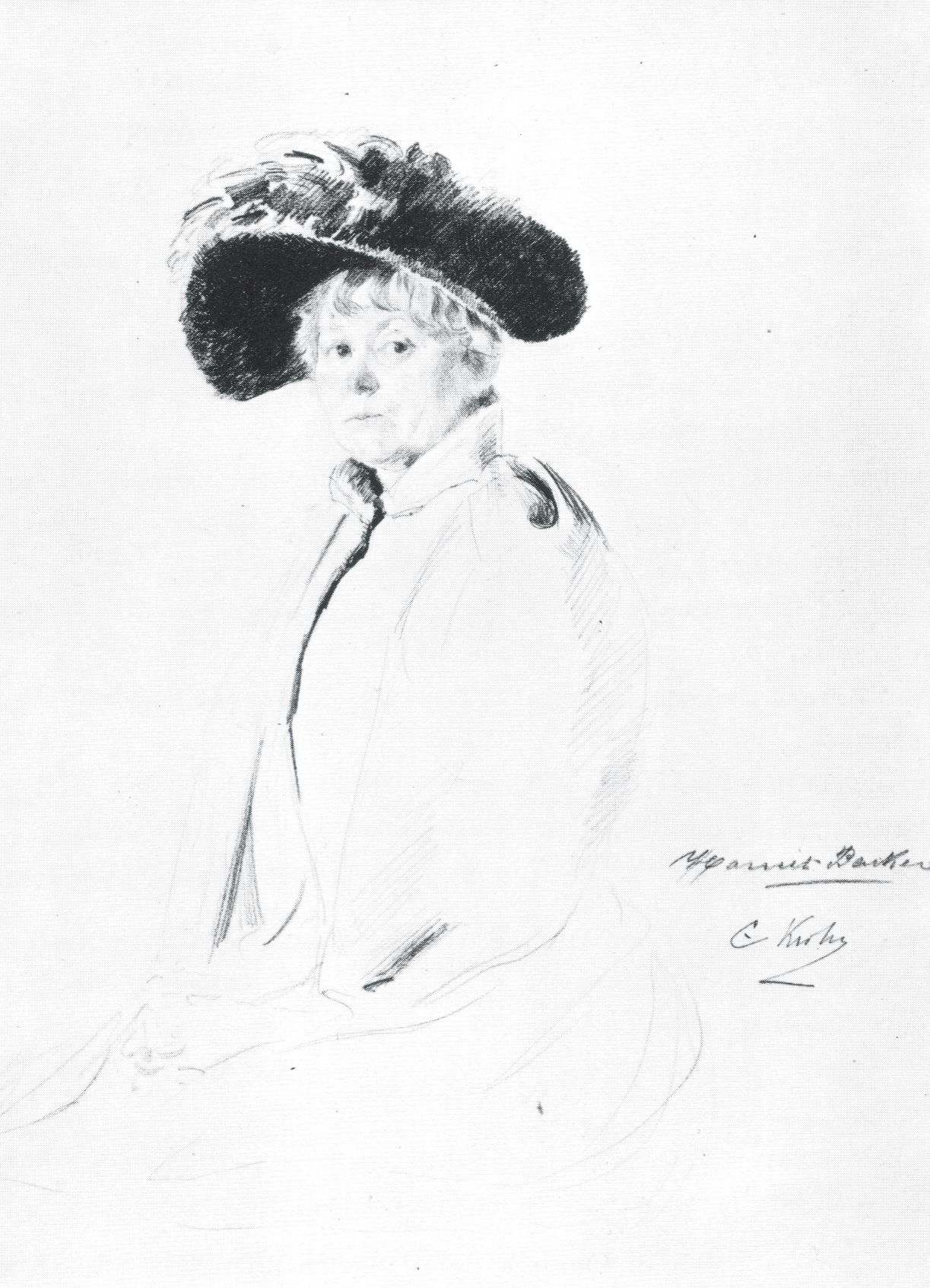
«Гарріет Баккер», норвезька жінка-художниця
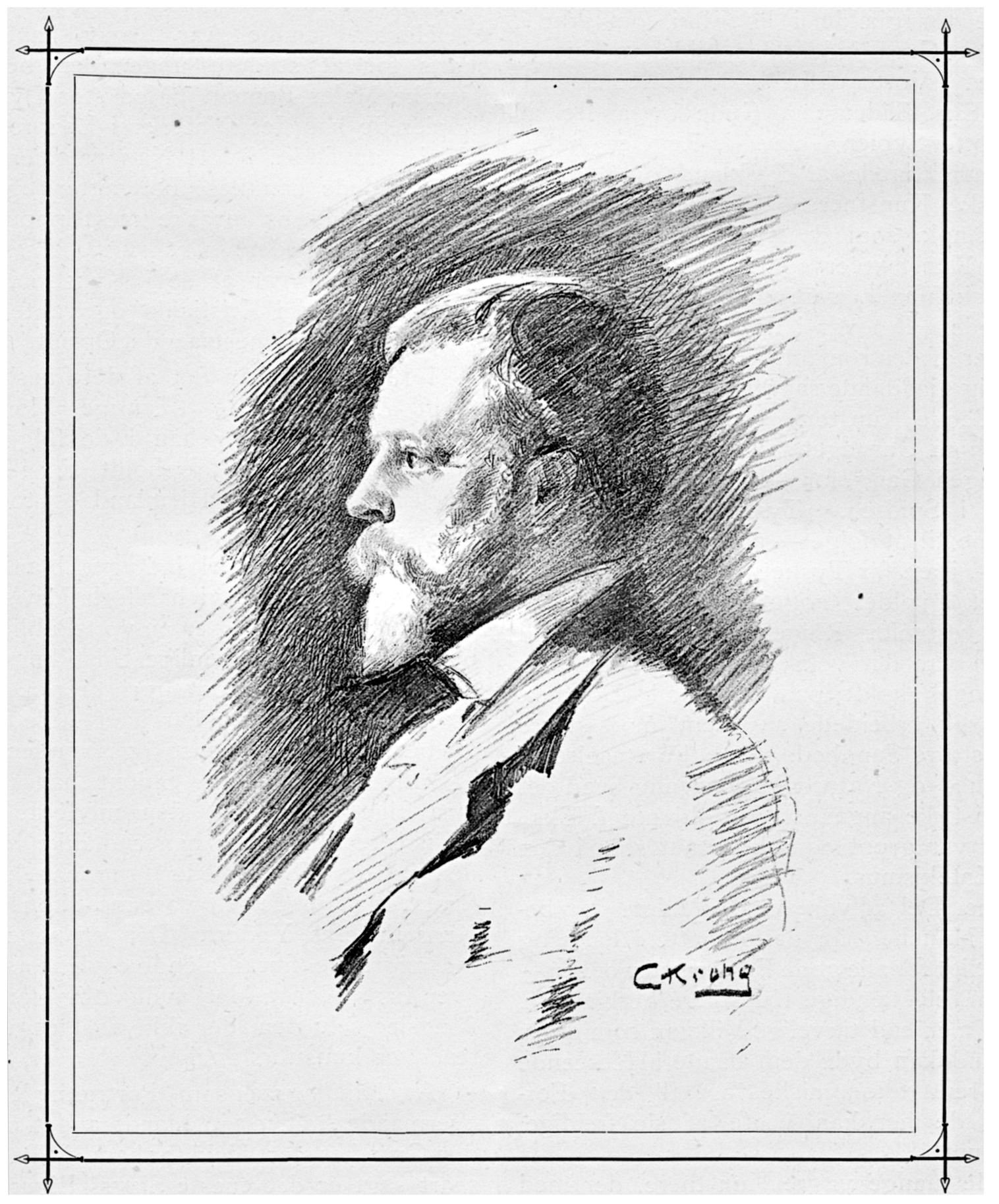
«Ганс Хейердал», 1891 р.
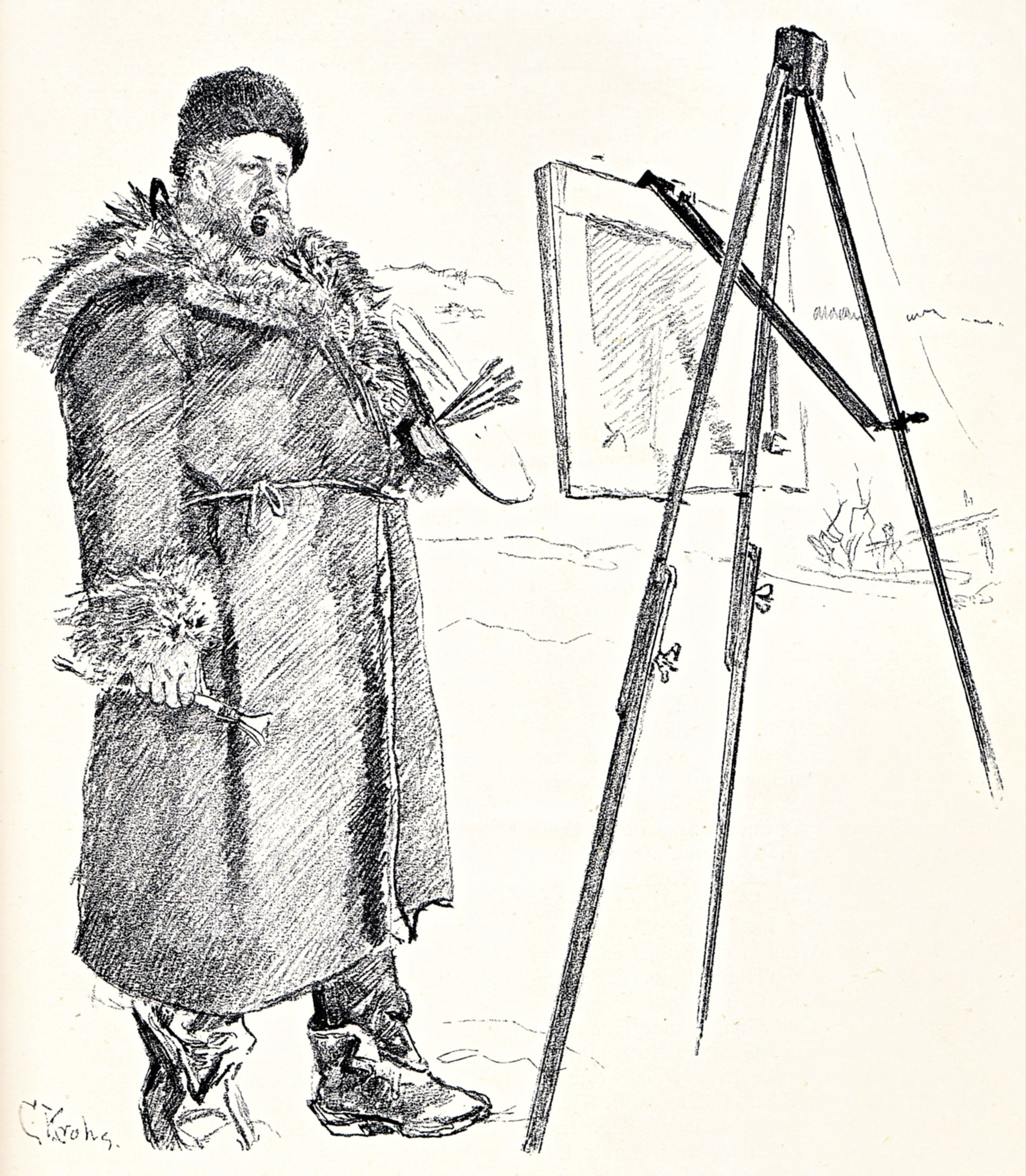
«Фрітц Таулов на натурі взимку», 1891 р.